# Jankowicze (obwód miński)
Jankowicze (biał. Янкавічы; ros. Янковичи) – wieś na Białorusi, w obwodzie mińskim, w rejonie stołpeckim, w sielsowiecie Derewno.

## Historia
Dawniej wieś i zaścianek. W XIX w. wieś zamieszkana była w większości przez katolików, a zaścianek wyłącznie przez katolików. 
W dwudziestoleciu międzywojennym wieś i kolonia w Polsce, w województwie nowogródzkim.
Wieś leżała w powiecie stołpeckim, w gminie Derewno. W 1921 miejscowość liczyła 646 mieszkańców, zamieszkałych w 104 budynkach, wyłącznie Polaków. 640 mieszkańców było wyznania rzymskokatolickiego i 6 prawosławnego.
Kolonia leżała w powiecie stołpeckim, w gminie Derewno. W 1921 miejscowość liczyła 4 mieszkańców, zamieszkałych w 1 budynku, wyłącznie Polaków wyznania rzymskokatolickiego.
W czasie II wojny światowej 5 mieszkańców Jankowicz dołączyło do Zgrupowania Stołpeckiego Armii Krajowej
Po II wojnie światowej w granicach Związku Radzieckiego. Od 1991 w niepodległej Białorusi.